# Karl Friedrich Lessing

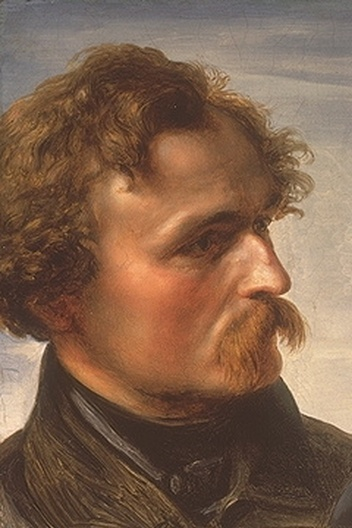
Lessing, door Julius Hübner

Karl Friedrich Lessing, (Breslau 15 februari 1808 - Karlsruhe, 5 juni 1880) was een Duitse kunstschilder. Hij behoorde tot de stroming van de romantiek en maakte vooral naam met landschappen en historische werken.

## Leven en werk
Lessing kreeg zijn opleiding aan de Preußische Akademie der Künste, waar hij een leerling was van historieschilder Heinrich Anton Dähling. Onder invloed van de door hem bewonderde Caspar David Friedrich richtte hij zich vervolgens vooral op de romantische landschapsschilderkunst, vaak met ruïnes, vergeten kerkhoven, rotsformaties, maar ook met figuren als monniken, ridders, zigeuners en dieven. In 1826 ging hij samen met zijn vriend Friedrich Wilhelm von Schadow naar Düsseldorf, waar hij een van de grondleggers werd van de Düsseldorfer Malerschule. In 1830, na het vertrek van Schadow naar Italië, werd hij er directeur van de plaatselijke academie. Vanaf die tijd zou hij zich meer toeleggen op historische- en literaire taferelen. In die periode genoot hij grote populariteit, kreeg hij talrijke belangrijke opdrachten en maakte hij ook fresco's. Vaak waren daarbij zijn protestantse sympathieën herkenbaar.
In 1858 vertrok Lessing naar Karlsruhe om er directeur te worden van de Staatliche Kunsthalle Karlsruhe. Daar zou hij nog tot aan het einde van zijn leven in 1880 blijven schilderen en keerde hij ook weer terug naar het landschapsthema.
Lessing was een verre neef van schrijver Gotthold Ephraim Lessing. Zijn zoon Otto was een vooraanstaand beeldhouwer.
Werk van Lessing is te zien in de Alte Nationalgalerie in Berlijn, de Staatliche Kunsthalle Karlsruhe, het Museum Wiesbaden, het Louvre, het Philadelphia Museum of Art en de Hermitage te Sint-Petersburg.

## Galerij

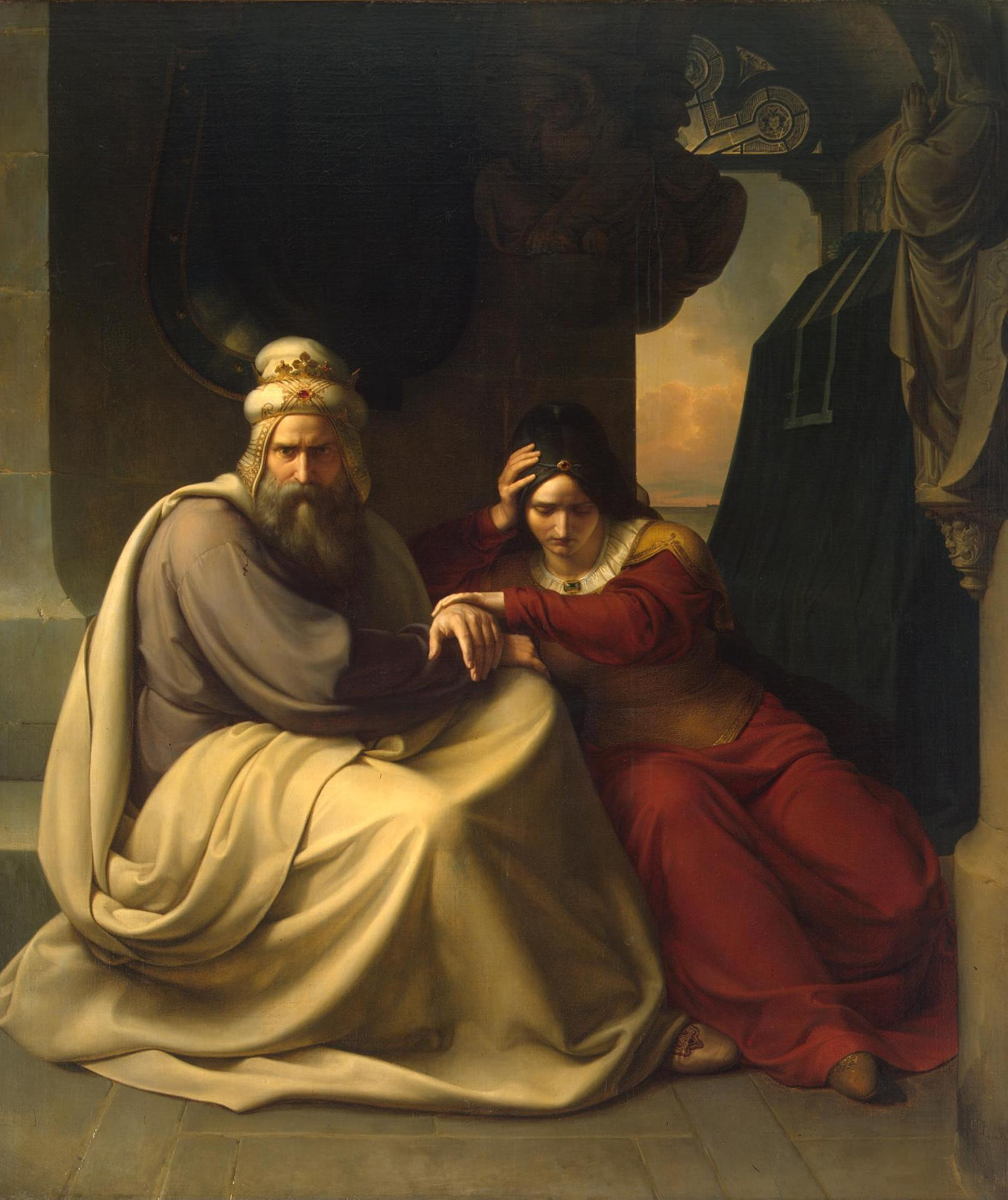
Trauerndes Königspaar
Heimkehrender Kreuzritter
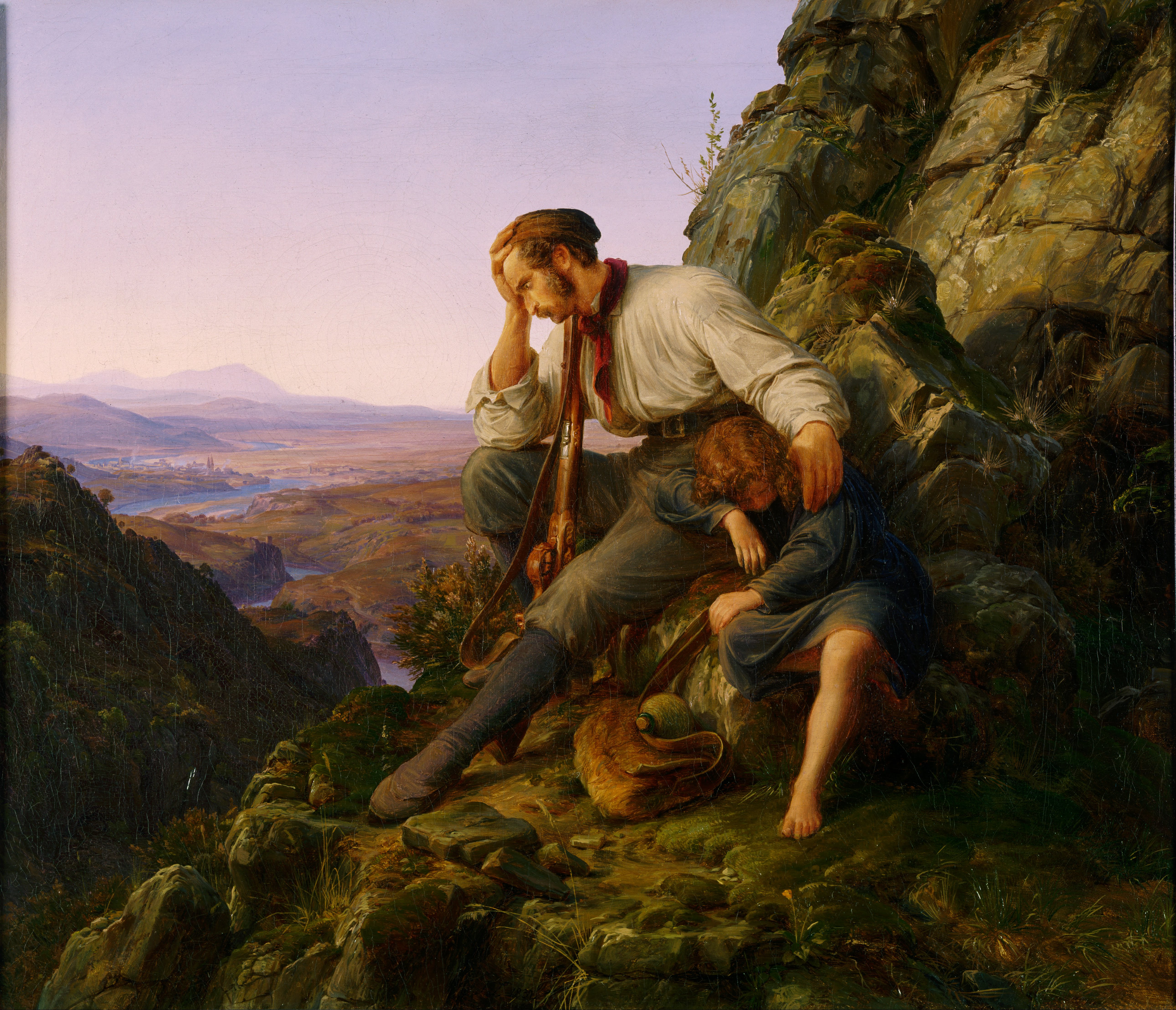
Der Räuber und sein Kind
Hussitenpredigt
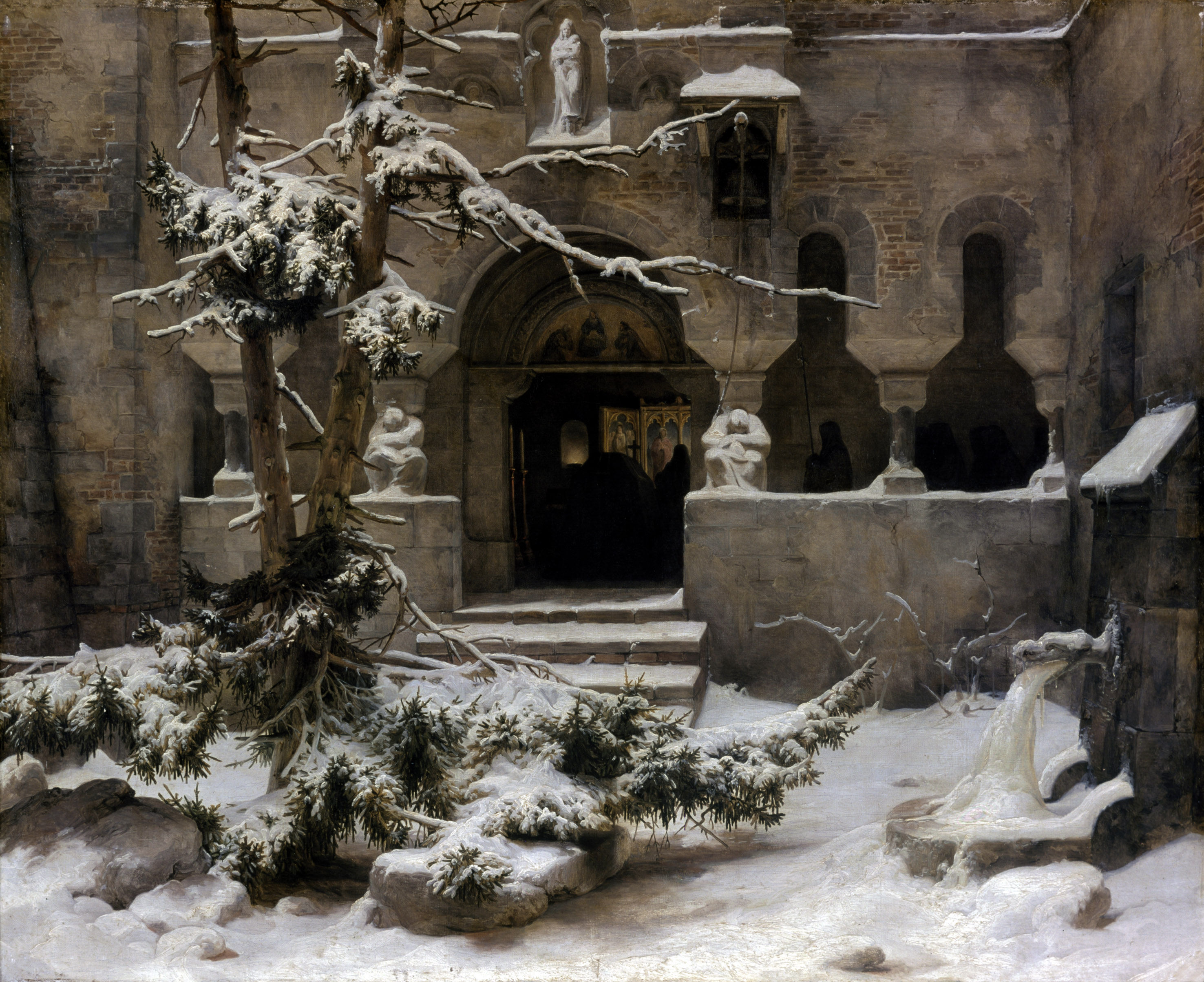
Klosterhof im Schnee
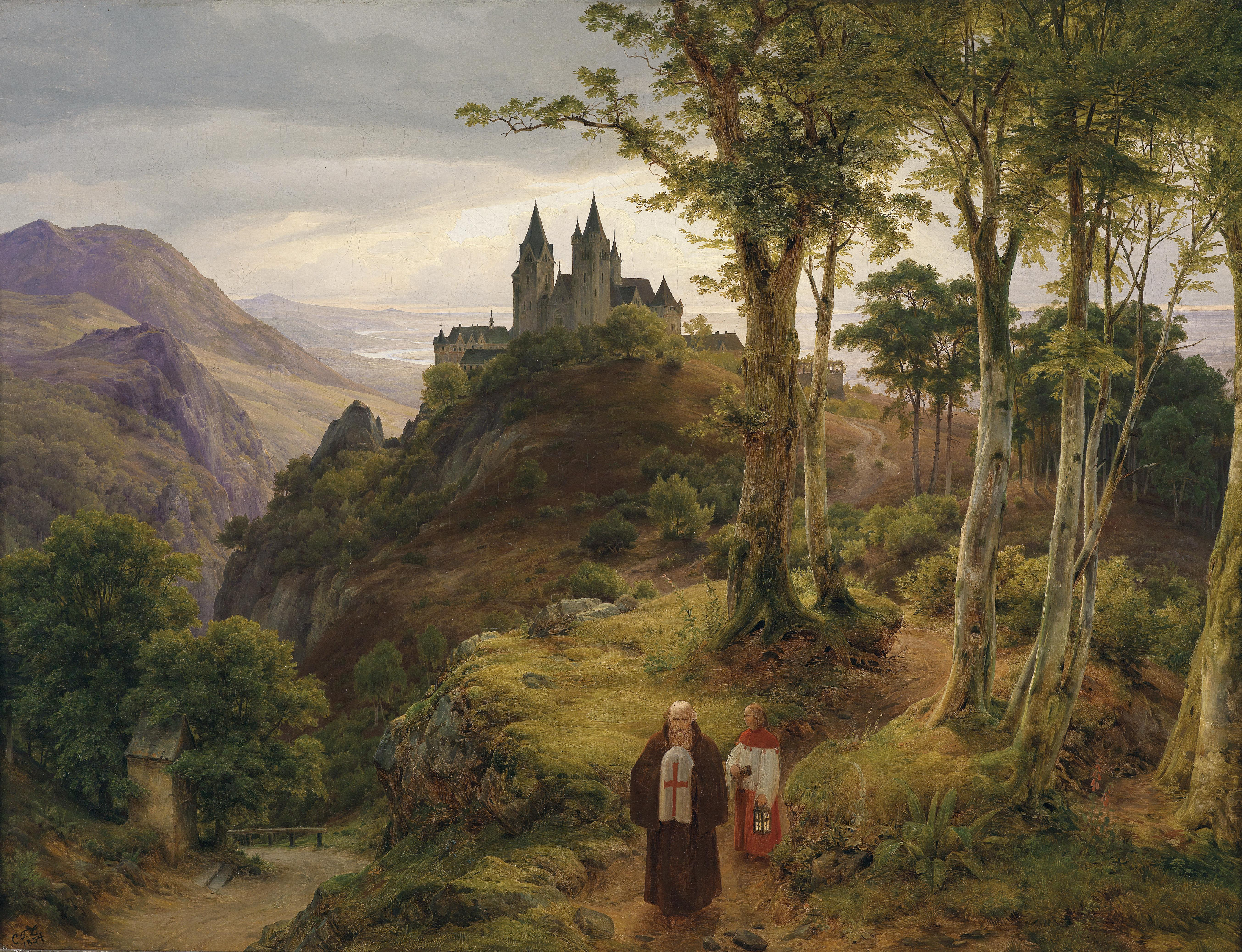
Romantische Landschaft mit Klosteranlage
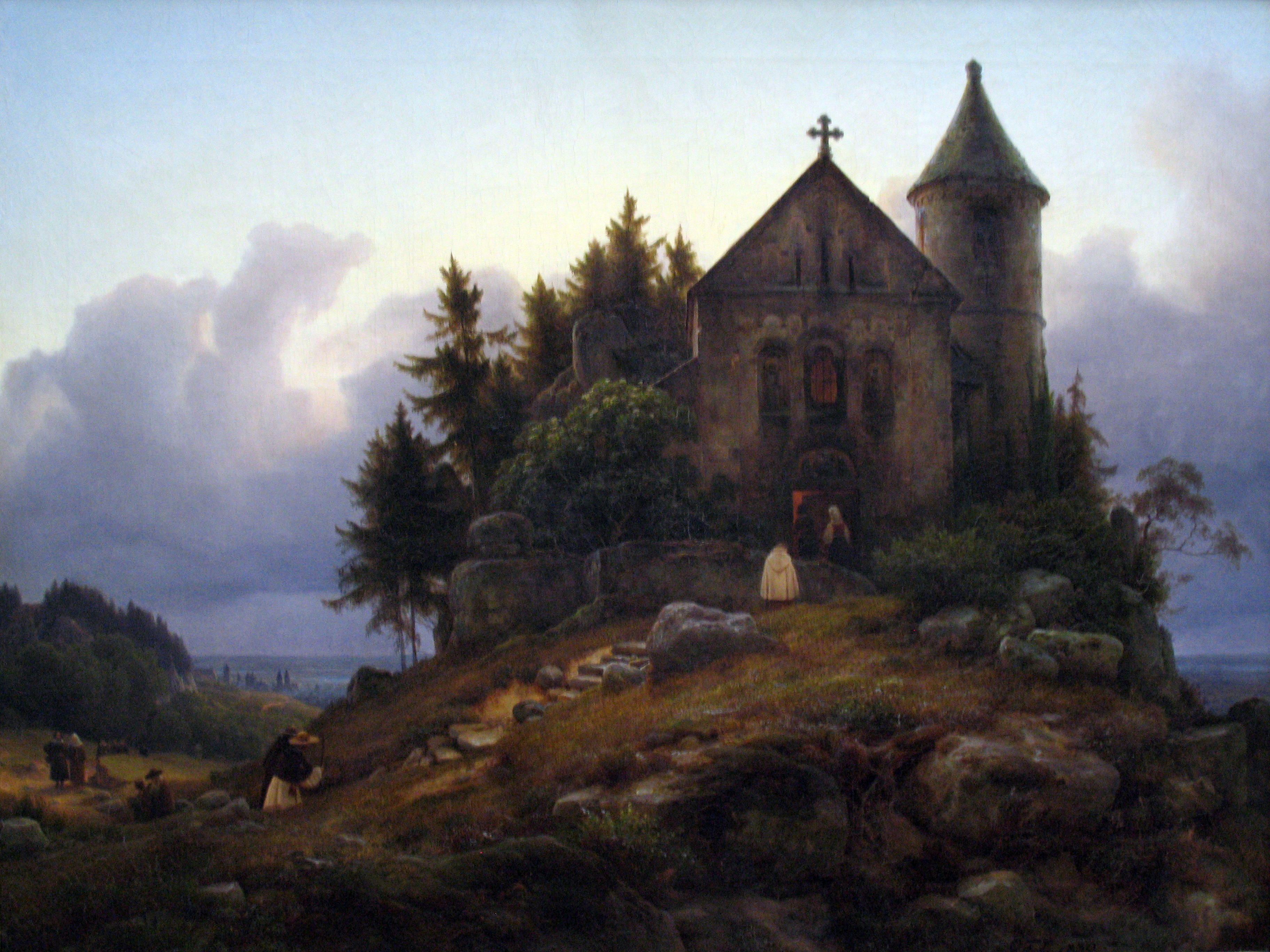
De Waldkapelle
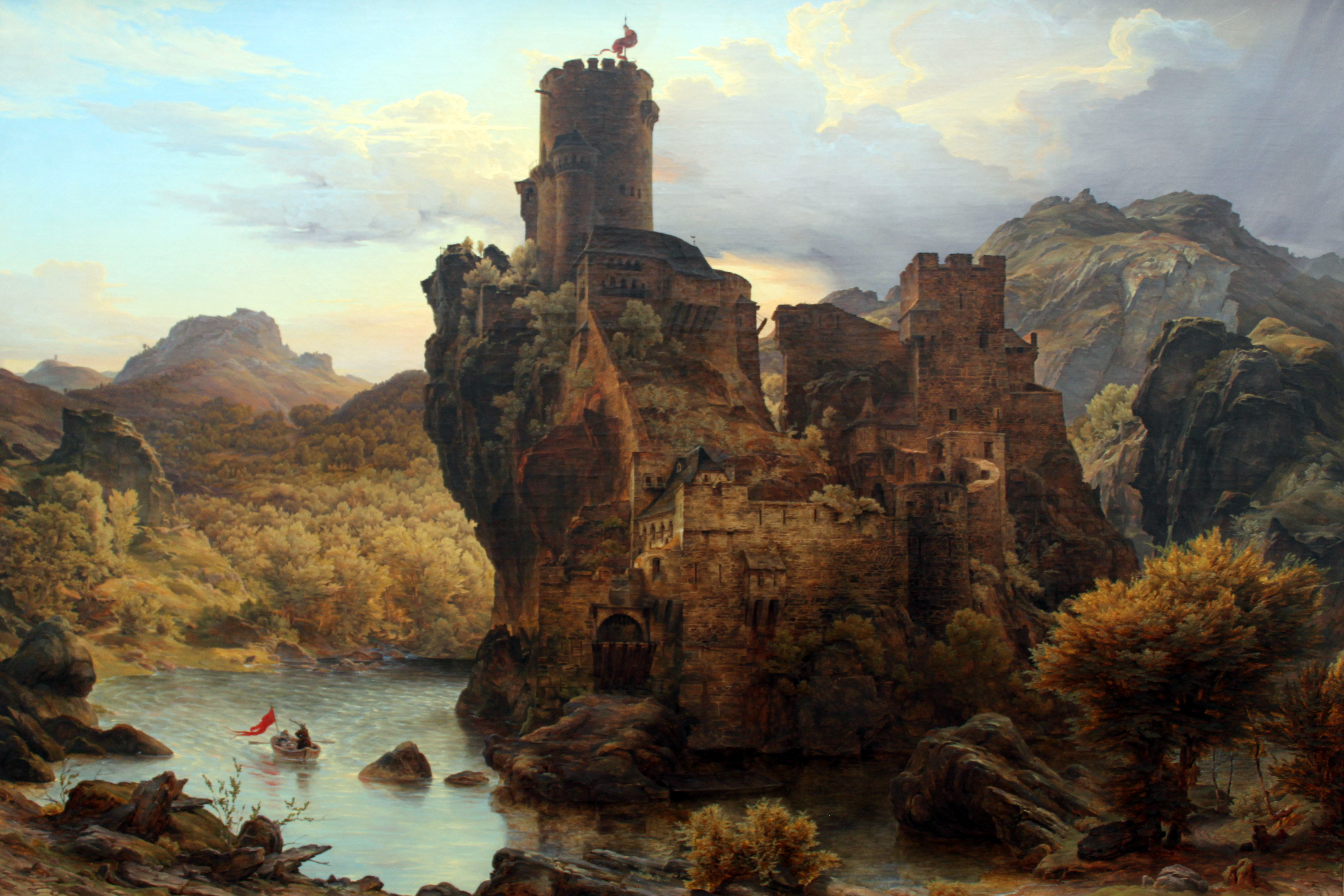
Felsenschluss
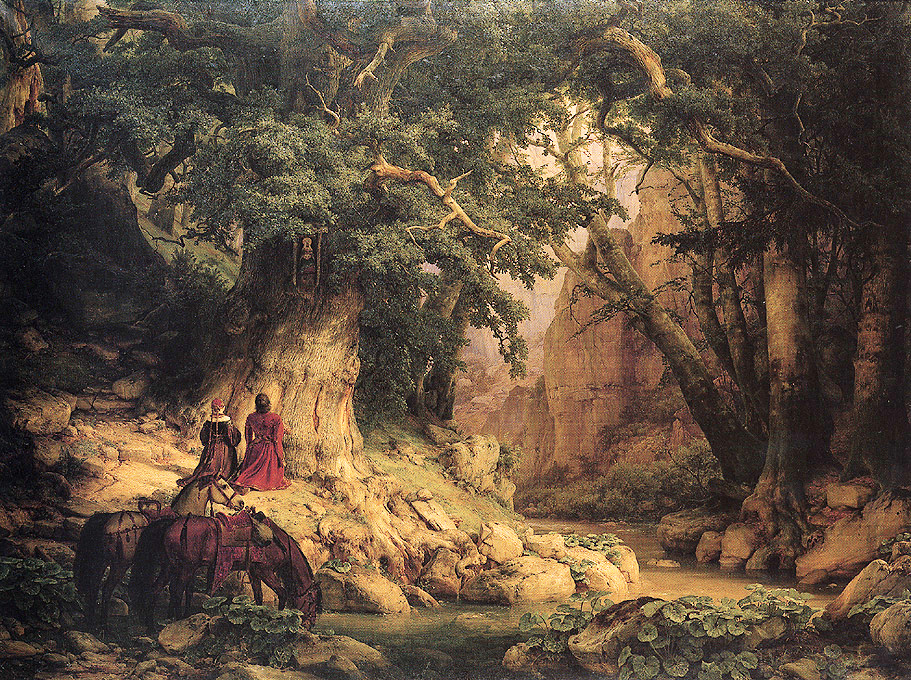
Tausendjaehrige Eiche
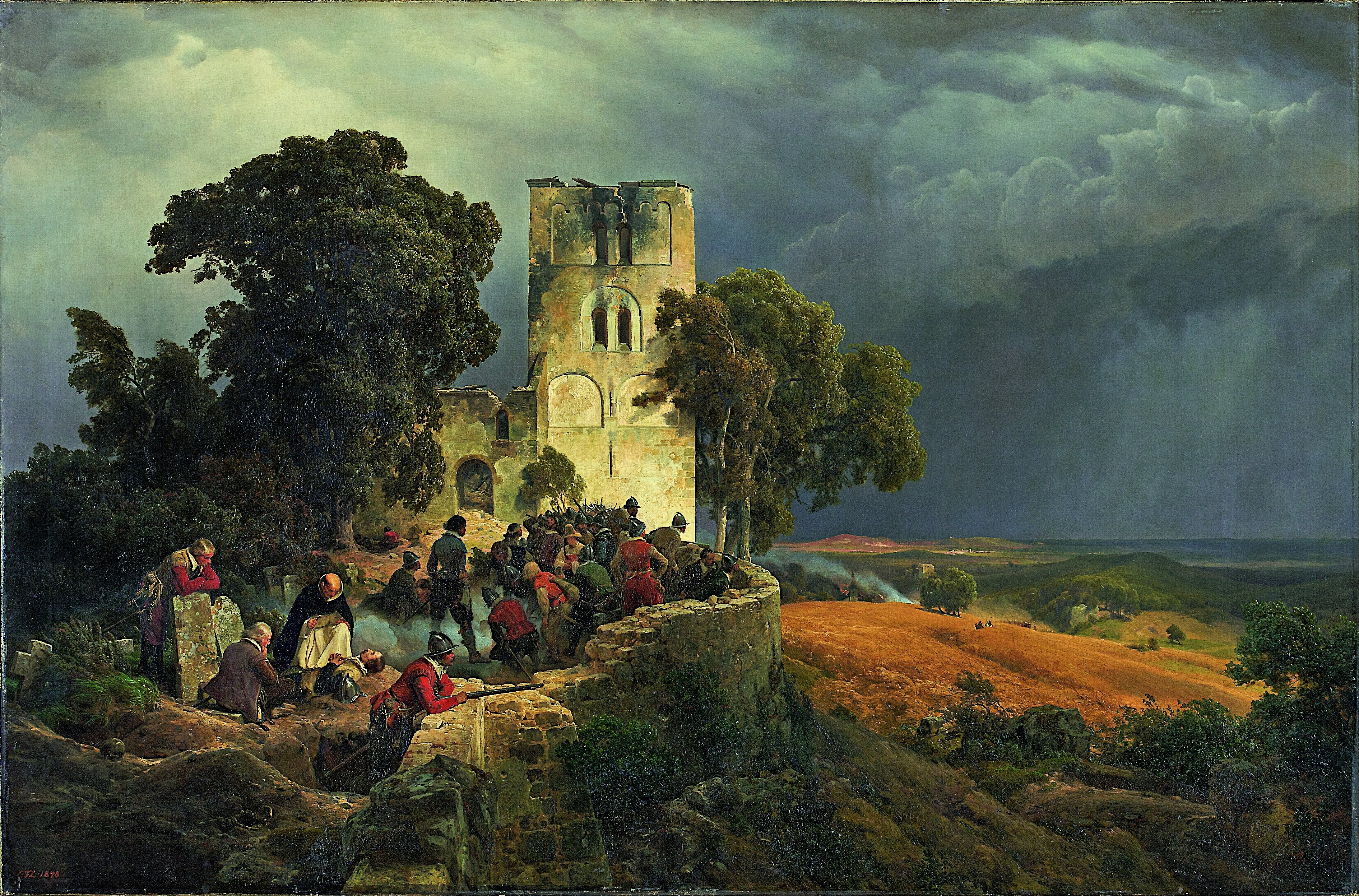
Die Belägerung (verdediging van een kerk in de 30-jarige oorlog)